# Miodaczek białolicy
Miodaczek białolicy (Phylidonyris niger) – gatunek małego ptaka z rodziny miodojadów (Meliphagidae), endemit Australii. Pospolity, nie jest zagrożony.

## Systematyka
Gatunek sklasyfikowany został przez niemieckiego ornitologa Johanna Bechsteina w roku 1811.
Wyróżniono dwa podgatunki P. niger:
- P. niger niger (Bechstein, 1811) – miodaczek białolicy[4] – wschodnia Australia
- P. niger gouldii (Schlegel, 1872) – miodaczek wąsaty[4] – południowo-zachodnia Australia

## Morfologia
Upierzenie miodaczka białolicego w większości jest czarno-białe. Ogon ptaka jest długi, żółty. Żółta jest także część lotek skrzydeł. Posiada charakterystyczne duże, białe łatki na szyi i policzkach. Oczy koloru ciemnobrązowego. Dziób jest dość długi, cienki i zakrzywiony w dół. Osobniki młodociane są brązowawe i jaśniejsze z miękkim i puszystym upierzeniem.
Długość ciała16–19 cm, średnio 18 cm
Średnia masa ciała19,5 g

## Ekologia i zachowanie
Środowisko
Najczęściej spotykany na wilgotnym, gorącym terytorium. Także w lasach lub na terenach lesistych z wrzosowiskami. Spotykany zarówno w strefie klimatu umiarkowanego jak i subtropikalnego. Nie obawia się ludzi i łatwo się adaptuje do terenów zamieszkanych przez ludzi, co sprawia, że czasem staje się łupem kotów domowych.
Zachowanie
Jest bardzo towarzyski, aktywny i głośny. Lot ma szybki i chaotyczny. 
Pożywienie
Miodojady białolice żerują głównie wśród kwiatów, listowia, na korze drzew lub w powietrzu, zjadają głównie nektar, ale także owady. Często żerują w małych grupach, niekiedy obok grup miodaczków białouchych.
Rozmnażanie
Miodaczek białolicy łączy się w stałe pary na sezon rozrodczy. Samce zajmują się głównie obroną terytorium, które może być to samo nawet przez kilka lat. Atakują agresywnie inne ptaki tego samego gatunku i innych w okresie rozrodczym, z wyjątkiem partnerek, krewnych i stałych sąsiadów. Pokrewny gatunek miodaczek białouchy nie stanowi dla niego konkurencji, gdyż ptaki te zajmują różne siedliska, a także mają inny okres rozrodczy. Samiczki budują miseczkowate gniazda z gałązek, kory i innych roślinnych materiałów, a wyścielają je kawałkami kwiatów. Gniazdo jest położone nisko, na rozwidleniu krzewów lub drzew, często w pobliżu ziemi, zamaskowane liśćmi lub trawami. Samica składa 1–3 jajek (zwykle 2) i wysiaduje je przez 15 dni. Młode, spędzające około 15 dni w gnieździe, karmione są przez oboje rodziców.

## Status
IUCN uznaje miodaczka białolicego za gatunek najmniejszej troski (LC, Least Concern) nieprzerwanie od 1988 roku. Liczebność populacji nie została oszacowana, ale ptak ten opisywany jest jako pospolity. Trend liczebności populacji uznawany jest za stabilny.